# 기계실 (스타크래프트)
기계실(영어: Machine Shop)은 스타크래프트 종족인 테란의 건물이다. 군수공장에 애드온되는 건물이다.

## 특징
기계실은 스타크래프트와 스타크래프트 리마스터에선 영단어인 Machine Shop를 그대로 한글로 음역한 머신 샵이라고 불린다. 스타크래프트 2에서는 등장하지않는 건물로 스타크래프트 2에서는 기술실과 반응로가 대체한다. 스타크래프트 2의 캠페인이나 협동전에선 여기에 기술 반응로까지도 기계실을 대체하는 건물이 된다. 테란이 메카닉 테란을 운영할 때는 반드시 지어주는 건물로 기계실에서는 메카닉 테란 유닛들인 벌처, 시즈 탱크, 골리앗의 기술 연구와 업그레이드를 할 수 있다. 기계실에서 하는 연구와 업그레이드는 벌처의 속도 향상 업그레이드인 이온 추진기 연구, 벌처가 부속품 유닛인 스파이더 마인을 심을 수 있게 도와주는 스파이더 마인 연구, 시즈 탱크를 공성 모드(시즈 모드)로 변환시켜줄 수 있는 기술인 공성 모드 연구, 골리앗의 공중 사정거리를 5에서 8로 늘려주는 업그레이드인 카론 증폭기 연구를 한다. 벌처, 시즈 탱크, 골리앗의 메카닉 테란 유닛들은 테란이 테테전, 테저전, 테프전의 각 종족전을 치룰 때에 모두 유용하게 쓰이는 유닛들이기 때문에 기계실을 올린다면 기계실에 있는 업그레이드와 기술 연구를 테란 플레이어들이 모두 해주게 된다. 기계실이 있어야 팩토리에서 시즈 탱크를 생산할 수 있으며 이로 인하여 주로 시즈 탱크를 생산할 팩토리는 반드시 기계실을 애드온한다. 골리앗의 사정거리 업그레이드는 아모리가 있어야 업그레이드가 가능하다. 기계실을 지을 때 필요한 선행 건물은 애드온되는 건물인 팩토리이다. 기계실을 지을 때 필요한 자원과 건설 시간은 미네랄:50, 가스:50, 건설 시간:40초이다. 건물의 능력치는 체력:750, 기본 방어력:1이다. 스타크래프트 2에선 공성 모드의 연구는 군수 공장에 애드온된 기술실로 이전되었으며 스타크래프트 2의 캠페인과 협동전에선 벌처의 속도 업그레이드, 거미 지뢰 심기 연구, 거미 지뢰 보충 연구, 케르베로스 지뢰 심기 연구, 골리앗의 사정거리 업그레이드, 골리앗이 지상 공격과 공중 공격을 모두 할 수 있는 업그레이드가 기술 반응로라는 건물로 이전되었다.

## 같이 보기
- 스타크래프트
- 테란